# Shintotsukawa
Shintotsukawa (japanska: 新十津川町?, Shintotsukawa-chō) är en landskommun (köping) i Hokkaido prefektur i Japan. 